# بیرکیرکارا
بیرکیرکارا 
(به مالتی: Birkirkara) شهری در ناحیهٔ هاربور شمالی واقع در کشور مالت است که در سال ۱۹۹۵ میلادی ۲۱٫۲۸۱ نفر جمعیت داشته اما جمعیت آن در سال ۲۰۰۵ میلادی ۲۱٫۷۷۵ نفر بوده‌است.

## نام
بیرکیرکارا به معنای آب یخ یا آب جاری می‌باشد. و علت این نام گذاری دره‌های نزدیک است.
در اصل، نام شهر Birchircara بوده‌است اما تحت تأثیر الفبای ایتالیایی تبدیل به بیرکیرکارا شده‌است.

## جغرافی
بیرکیرکارا در یک دره واقع شده و به احتمال زیاد نامش را از آنجا می‌گیرد. این شهر برای سیل در روزهای طوفانی شناخته شده‌است.

## آب و هوا
با توجه بهسامانه طبقه‌بندی اقلیمی کوپن، بیرکیرکارا یک آب و هوای گرم مدیترانه ای خشک دارد. در طول سال دمای شهر از ۱۰٫۳ تا ۳۰٫۷ درجه سانتی گراد (۵۰٫۵ تا ۸۷٫۳ درجه فارنهایت) متغیر است.